# Democratische erosie

Landen met aanzienlijke democratische erosie (rood) en landen waar de democratie er aanzienlijk op vooruit ging (blauw) (2010-2020). Landen in grijs zijn nagenoeg ongewijzigd.

Democratische erosie, democratisch verval, democratische terugval of democratische achteruitgang  is het proces van afname van de kwaliteit van democratische politieke instituties. Het verschilt van een volledige transitie van democratie naar autocratie omdat democratische instituties blijven bestaan, alleen kwalitatief verslechteren.
Voorbeelden van democratische erosie zijn:
- een afname van de scheiding van machten binnen de staat
- beperking van de onafhankelijkheid van de rechterlijke macht
- het manipuleren van eerlijke verkiezingen
- afname van persvrijheid
- verhinderen van politieke participatie

## Definitie
Democratische erosie is een verzamelnaam voor verschillende processen die een verslechtering van de kwaliteit van een democratie veroorzaken. Democratische erosie is geen volledige verandering van staatsvorm, maar een achteruitgang van democratische instituties, zonder dat deze verdwijnen. Onder leiding van de staat worden deze instituties continu dusdanig beperkt dat zij niet meer bijdragen aan het functioneren van een democratie. Burgers hebben zo steeds minder invloed op de overheid. Omdat er veel verschillende instituties belangrijk zijn voor het onderhouden van een democratie, zijn er veel verschillende fenomenen die onder democratische erosie vallen.

## Vormen
Democratische erosie kan op veel verschillende manieren en in veel combinaties voorkomen. Vormen van democratische erosie tasten verschillende democratische instituties aan.

#### Aantasting van het electoraal systeem
- Democratische erosie kan plaatsvinden wanneer verkiezingen minder competitief worden, zonder dat het electorale proces volledig verdwijnt of politieke participatie wordt verhinderd, zonder dat stemrecht wordt afgeschaft.[3]
- Een vorm van democratische erosie is strategische manipulatie van verkiezingen. Het gaat hier om verschillende acties die gezamenlijk voor oneerlijke verkiezingen zorgen zoals het tegenwerken van mediatoegang, vervolgen van oppositie, strategisch indelen van kiesdistricten en andere manieren die de eerlijke structuur van verkiezingen tegenwerken, zonder dat de verkiezingen zelf corrupt lijken.[2][3] Bij deze vorm van democratische erosie bestaan verkiezingen vaak wel, maar zijn deze niet meer competitief omdat de oppositie geen reële kans op machtsovername heeft.[4]

#### Aantasting van de scheiding der machten
- Een afname van de scheiding der machten binnen een rechtsstaat door uitbreiding van de uitvoerende macht is ook een vorm van democratische erosie. Dit gebeurt wanneer de uitvoerende macht steeds minder gecontroleerd wordt door andere instituties binnen de staat. In een democratie kan dit op legitieme wijze gebeuren wanneer de regeringspartij de meerderheid heeft in de wetgevende en uitvoerende macht. Zo kan de uitbreiding van de uitvoerende macht worden uitgevoerd door wetswijzigingen met een democratisch mandaat.[2]
- Beperking van de onafhankelijkheid van de rechterlijke macht is een vorm van democratische erosie. Dit fenomeen komt bijvoorbeeld voor in een presidentieel systeem wanneer de president de rechters kan ontslaan of de rechters van de hoogste rechtsprekende instantie benoemt. Wanneer een president alleen rechters benoemd die de regeringspartij gehoorzamen, tast dit de onafhankelijkheid van de rechterlijke macht aan.[4]

#### Schending vanrechten
- Beperken van journalistieke vrijheid, vrijheid van informatie en de vrijheid van meningsuiting. De vrijheid van informatie kan beperkt worden doordat de regeringspartij censuur voert, door intimidatie of vervolging van journalisten, onderzoekers en publieke figuren.[5] Dit brengt het functioneren van een democratie in gevaar omdat burgers geen toegang meer hebben tot verschillende informatiebronnen.

## Voorbeelden

### Zuid-Amerika
Veel landen in Zuid-Amerika hebben te maken met democratische erosie. Veel landen kennen problemen met corruptie, bescherming van mensenrechten, eerlijke en competitieve verkiezingen en politieke participatie.

### Europa
In Europese landen heeft in de eerste decennia van de 21e eeuw democratische erosie plaatsgevonden, op per land verschillende momenten en veelal na een fase van post-communistische democratisering. Deze ontwikkelingen, die gepaard gingen met verschillende gradaties van autocratisering, vonden plaats in met name Hongarije, Polen, Slowakije en buiten de EU in Georgië (vanaf 2020). Een aantal van deze landen zijn volgens de Varieties of Democracy-index geclassificeerd als electorale democratie en zijn niet langer een liberale democratie.

#### Polen
De Poolse partij Recht en Rechtvaardigheid heeft in 2015 de verkiezingen gewonnen waarna er meerdere grondwetswijzigingen zijn doorgevoerd die de rechterlijke onafhankelijkheid beïnvloedden.

#### Hongarije
In Hongarije heeft de Fidesz-partij onder leiding van Viktor Orbán sinds 2010 door middel van wetswijzigingen de macht van de Fidesz-partij verankerd. Sinds deze veranderingen wordt oppositie sterk tegengegaan, vrijheid van meningsuiting beperkt, de rechterlijke macht beïnvloed en eerlijke verkiezingen consequent ondermijnd.

### Georgië
Na de Rozenrevolutie van 2003 sprong Georgië onder de regering van Micheil Saakasjvili per saldo omhoog in democratiseringsindexen, waaronder van Freedom House, The Economist, V-Dem maar ook in de corruptieperceptie-index van Transparency International. De regering-Saakasjvili werd gaandeweg binnenlands en buitenlands beticht van autocratische tendensen, maar bij de eerste democratische en vreedzame overdracht van de macht in Georgië in 2012 (parlement) en 2013 (president), stond het land er veel beter voor dan hoe de afgezette regering-Sjevardnadze het land in 2003 achterliet op de rand van een failed state.
Onder de informele regie van oligarch Bidzina Ivanisjvili werd daarna door Georgische Droom de democratie stapsgewijs naar eigen hand gezet, in de eerste jaren gemaskeerd met een pro-EU en pro-democratie saus. Volgens V-Dem begon de democratische regressie in Georgië in 2017, de tweede termijn van Georgische Droom, toen ze absolute heerschappij had met een grondwettelijke meerderheid. Begin 2025 stelde V-Dem dat Georgië inmiddels was teruggevallen van een electorale democratie naar een electorale autocratie en was het een van de grootste dalers op hun democratie-indexering. Belangrijkste factor van de meerjarige trend was de negatieve ontwikkeling van de verkiezingen sinds 2018 (president), met als dieptepunt de parlementsverkiezingen van 2024.

### Turkije
In Turkije won de AKP in 2002, 2007 en 2011 de verkiezingen. Door deze sterke positie binnen het parlement ontstond er een omgeving waarbinnen veel wetten konden worden aangenomen die de scheiding der machten aantastten. Hierdoor konden journalisten makkelijker vervolgd worden, critici van de staat opgespoord worden en internetsites geblokkeerd worden. Dit zijn voorbeelden van een inbreuk op het recht van informatievrijheid, nodig voor het functioneren van een democratie.

### Verenigde Staten
In de Verenigde Staten bestaan fenomenen die democratische erosie in de hand kunnen spelen zoals gerrymandering, polarisering van het politieke veld, populisme en afzwakkende scheiding der machten. De opkomst van Trump in de Republikeinse Partij heeft bijgedragen aan een democratische achteruitgang in de Verenigde Staten.

## Academisch debat
Na een periode van optimisme ten opzichte van de stabiliteit van democratieën, kwam het fenomeen democratische erosie enigszins onverwachts binnen de politieke wetenschap. Het concept wordt op veel verschillende manieren beschreven, waardoor er ruimte is voor verschillende interpretaties van het begrip.